# Правосъдна система
Правосъдната система е система от институции, закони и процедури, които са създадени с цел да осигурят справедливост и равнопоставеност при прилагането на законите. Тази система включва съдебни институции като съдилища и трибунали, както и правни професионалисти като адвокати и съдии.

## Цел на правосъдната система
Целта на правосъдната система е да установи правилата на обществото и да ги приложи към конкретни случаи и спорове. Тя също така има за цел да защити правата на гражданите и да ги предпазва от злоупотреби, нарушения и неправомерни действия.

## Значение за обществото
Правосъдната система е от съществено значение за демократичното функциониране на едно общество. Тя гарантира, че всеки гражданин е равнопоставен пред закона и че всеки има право на справедлив процес и защита на своите права и интереси.

## История
Правосъдната система има дълга история, която варира в зависимост от конкретната държава или регион. В общи линии, историята на правосъдната система може да бъде разделена на няколко периода.

### Древността
В старинните цивилизации, като например в Древен Египет, Вавилония и Римската империя, правосъдието е било основано на закони, които са били записани на камък или на други материали. В тези държави е имало специални групи хора, наречени съдии, които са имали задачата да тълкуват и прилагат законите.

### Средновековието
През средновековието, правосъдието е било управлявано от църквата и феодалните господари. В тези държави, правосъдието не е било еднакво за всички граждани, а е зависело от социалния и политически статус на даден човек.

### Ново време
С настъпването на Новото време, правосъдието е започнало да се развива и променя, включвайки нови закони и процедури за защита на правата на гражданите. През 18-ти и 19-ти век, започва да се развива идеята за равенство пред закона и независимост на съдебната система.

### Съвременността
Днес, правосъдната система е сложна и разнообразна, включвайки много видове съдилища и организации, отговарящи за правоприлагането и администрирането на правосъдието. Основните принципи, които ръководят правосъдната система днес, включват равенство пред закона, презумпция за невиновност, защита на правата на обвиняемите и защита на жертвите на престъпления.

## Най-развитите правосъдни системи в света
Най-развитите правосъдни системи в света обикновено се характеризират с висока степен на независимост, ефективност, прозрачност и справедливост. Тези системи са насочени към защита на правата на гражданите, осигуряване на равенство пред закона и преследване на престъпността.
Дания - Датската правосъдна система е една от най-добрите в света. Тя се характеризира с високо ниво на прозрачност, независимост и ефективност. Датската правосъдна система има дълга традиция на защита на правата на гражданите и на борба с корупцията.
Норвегия - Норвежката правосъдна система е сред най-развитите в света. Тя се характеризира с високо ниво на независимост и ефективност, като подчертава защитата на правата на гражданите и на равенството пред закона.
Швеция - Шведската правосъдна система е също много развита и се характеризира с високо ниво на независимост, ефективност и прозрачност. Шведската правосъдна система е основана на принципа на равенството пред закона и подчертава защитата на правата на гражданите и защитата на жертвите на престъпления.
Япония - Японската правосъдна система е също много развита и един от най-ефективните начини за борба с корупцията в света. Японската правосъдна система се характеризира с високо ниво на независимост и прозрачност.
Канада - Канадската правосъдна система е също една от най-развитите в света и се характеризира с високо ниво на независимост, ефективност и прозрачност. Канадската правосъдна система подчертава защитата на правата на гражданите и на равенството пред закона.
Германия - Германската правосъдна система е известна със своята ефективност и независимост. Системата се характеризира с високо ниво на правна сигурност и е насочена към защита на правата на гражданите.
Швейцария - Швейцарската правосъдна система е известна със своята независимост и ефективност. Системата се основава на принципа на правна сигурност и защита на правата на гражданите.
Сингапур - Сингапур е известен със своята ефективна и бърза правосъдна система. Това е резултат от инвестициите в технологии и навиците на магистратите. Сингапур има високо ниво на правна сигурност и независимост.
Финландия - Финландската правосъдна система е една от най-развитите в света. Системата се характеризира с високо ниво на независимост и ефективност. Системата е насочена към защита на правата на гражданите и на равенството пред закона.
Австралия - Австралийската правосъдна система се характеризира с високо ниво на независимост и ефективност. Системата е основана на принципа на равенството пред закона и подчертава защитата на правата на гражданите и на справедливостта.
Тези правосъдни системи представляват добри примери за устойчиво функциониращи системи, осигуряващи правна сигурност и равенство пред закона за гражданите.

## Правосъдна система в България
Българската правосъдна система се състои от съдебната власт, прокуратура и адвокатура. Съдебната власт включва ройонен, окръжен и апелативен съд, както и Върховен касационен съд, който е най-висшият административен и криминален съд в страната.
Независимостта и ефективността на българската правосъдна система обаче се срещат с редица предизвикателства. Например, системата е била обект на критика относно независимостта и ефективността на прокуратурата, както и поради корупцията и бавността на съдебната система.
През последните години България работи по реформиране на своята правосъдна система с цел да я направи по-ефективна, независима и справедлива. Внесени са законодателни промени, създадена е Съдебната антикорупционна и етична комисия, както и редица други реформи, за да се подобри работата на правосъдната система в страната.
Независимо от това, все още има нужда от допълнителни усилия за гарантиране на по-голяма ефективност и независимост на българската правосъдна система, като се подчертава необходимостта от по-добра защита на правата на гражданите и борба с корупцията.

## Осъдени лица в България в периода 2006 г. 2021 г.
Данните от таблицата показват броя на осъдените лица в България през 18-годишния период от 2006 до 2021 г.
По-голям брой осъдени лица може да означава по-ефективна правосъдна система, но не винаги е така. Броят на осъдените лица може да зависи от много фактори, като например броя на престъпленията или ефективността на разследващите органи.